# Voulon
Voulon è un comune francese di 386 abitanti situato nel dipartimento della Vienne nella regione della Nuova Aquitania.
Nel territorio comunale scorre la Clain e vi si congiunge il suo affluente Dive du Sud.

## Società

### Evoluzione demografica
Abitanti censiti